# Moshe Matalon
Pour les articles homonymes, voir Matalon.
Moshe Matalon, né en Égypte le 25 février 1949 est un physico-mathématicien israëlo-américain ayant travaillé dans le domaine de la combustion.

## Biographie
Après un BSc en physique mathématique à l'Université de Tel Aviv en 1973, Moshe Matalon soutient une thèse en ingénierie aérospatiale à l'Université Cornell en 1977.
Il commence une carrière universitaire comme professeur assistant au laboratoire d'aérodynamique à la Tandon School of Engineering de l'Université de New York in 1978.
Il rejoint l'école d'ingénierie et de sciences appliquées McCormick à l'Université Northwestern en 1980 dont il devient professeur associé en 1985 et titulaire en 1991.
Depuis 2007 il est titulaire de la chaire Caterpillar du collège d'ingénierie Grainger de l'Université de l'Illinois à Urbana-Champaign. Il est membre associé de l'University of Illinois Center for Supercomputing Research and Development.
Il est ou a été éditeur dans diverses revues :
- membre du comité éditorial de Combustion Theory and Modelling depuis sa création en 1997 et éditeur-en-chef depuis 2001 ;
- éditeur associé du Journal of Fluid Mechanics de 2008 à 2019 ;
- éditeur associé du Progress in Energy and Combustion Science de 2004 à 2015.

Matalon a apporté des contributions importantes au développement de théories mathématiques en combustion comme  la théorie hydrodynamique des flammes pré-mélangées (théorie Matalon-Matkowsky-Clavin-Joulin), la dérivation d'une formule invariante pour le taux d'étirement de la flamme et la caractérisation de l'instabilité thermo-diffusive dans les flammes non pré-mélangées,.

## Distinctions
- Prix Pendray de l'American Institute of Aeronautics and Astronautics (2010).
- Médaille pour la dynamique des fluides de l'AIAA (2016)[3].
- Médaille Numa Manson de l'Institute for the Dynamics of Explosions and Reaction Systems (2017)[4].
- Médaille d'or Iakov Zeldovitch de l'institut de la combustion (2020).

- Membre de l'American Physical Society (1995)[5].
- Membre de l'American Institute of Aeronautics and Astronautics (1995).
- Membre de l'Institute of Physics (1999).
- Membre de l'institut de la combustion (2015).

- Un numéro spécial en son honneur de la revue Combustion Theory and Modelling a été édité en 2021[2].